# Liste der preußischen Handelsminister
Die Liste der preußischen Handelsminister benennt die Minister, die dem Departement für Fabriken, Commercien und Manufakturen, ab 1848 dem Ministerium für Handel, Gewerbe und öffentliche Arbeiten, später Ministerium für Handel und Gewerbe von Preußen vorstanden.  

## Liste der preußischen Handelsminister
| Name                                                                                         | Amtsantritt       | Amtsaustritt       | |
| -------------------------------------------------------------------------------------------- | ----------------- | ------------------ | --- |
| Johann Andreas Kraut                                                                         | 1713              | 1723               | Johann Andreas Kraut · Robert von Patow · August von der Heydt · Albert von Maybach · Otto von Bismarck · Theodor von Möller · Walther Schreiber · Hjalmar Schacht · Hermann Göring · Walther Funk |
| Samuel von Marschall                                                                         | 1740              |                    | Johann Andreas Kraut · Robert von Patow · August von der Heydt · Albert von Maybach · Otto von Bismarck · Theodor von Möller · Walther Schreiber · Hjalmar Schacht · Hermann Göring · Walther Funk |
| Erasmus Robert von Patow interimistisch                                                      | 17. April 1848    | 25. Juni 1848      | Johann Andreas Kraut · Robert von Patow · August von der Heydt · Albert von Maybach · Otto von Bismarck · Theodor von Möller · Walther Schreiber · Hjalmar Schacht · Hermann Göring · Walther Funk |
| Karl August Milde                                                                            | 25. Juni 1848     | 21. September 1848 | Johann Andreas Kraut · Robert von Patow · August von der Heydt · Albert von Maybach · Otto von Bismarck · Theodor von Möller · Walther Schreiber · Hjalmar Schacht · Hermann Göring · Walther Funk |
| August von der Heydt                                                                         | 4. Dezember 1848  | 18. Mai 1862       | Johann Andreas Kraut · Robert von Patow · August von der Heydt · Albert von Maybach · Otto von Bismarck · Theodor von Möller · Walther Schreiber · Hjalmar Schacht · Hermann Göring · Walther Funk |
| Heinrich Wilhelm von Holtzbrinck                                                             | Mai 1862          | 8. Oktober 1862    | Johann Andreas Kraut · Robert von Patow · August von der Heydt · Albert von Maybach · Otto von Bismarck · Theodor von Möller · Walther Schreiber · Hjalmar Schacht · Hermann Göring · Walther Funk |
| Heinrich Friedrich August von Itzenplitz ab 8. Oktober 1862 interimistisch                   | Dezember 1862     | 13. Mai 1873       | Johann Andreas Kraut · Robert von Patow · August von der Heydt · Albert von Maybach · Otto von Bismarck · Theodor von Möller · Walther Schreiber · Hjalmar Schacht · Hermann Göring · Walther Funk |
| Heinrich Karl Julius von Achenbach                                                           | 13. Mai 1873      | 3. März 1878       | Johann Andreas Kraut · Robert von Patow · August von der Heydt · Albert von Maybach · Otto von Bismarck · Theodor von Möller · Walther Schreiber · Hjalmar Schacht · Hermann Göring · Walther Funk |
| Albert von Maybach                                                                           | 30. März 1878     | 14. Juli 1879      | Johann Andreas Kraut · Robert von Patow · August von der Heydt · Albert von Maybach · Otto von Bismarck · Theodor von Möller · Walther Schreiber · Hjalmar Schacht · Hermann Göring · Walther Funk |
| Karl von Hofmann ab 14. März 1879 interimistisch                                             | 14. Juli 1879     | 23. August 1880    | Johann Andreas Kraut · Robert von Patow · August von der Heydt · Albert von Maybach · Otto von Bismarck · Theodor von Möller · Walther Schreiber · Hjalmar Schacht · Hermann Göring · Walther Funk |
| Otto von Bismarck in Personalunion mit seinen Ämtern als Ministerpräsident und Reichskanzler | 1880              | 1890               | Johann Andreas Kraut · Robert von Patow · August von der Heydt · Albert von Maybach · Otto von Bismarck · Theodor von Möller · Walther Schreiber · Hjalmar Schacht · Hermann Göring · Walther Funk |
| Hans Hermann von Berlepsch                                                                   | 31. Januar 1890   | 27. Juni 1896      | Johann Andreas Kraut · Robert von Patow · August von der Heydt · Albert von Maybach · Otto von Bismarck · Theodor von Möller · Walther Schreiber · Hjalmar Schacht · Hermann Göring · Walther Funk |
| Ludwig Brefeld                                                                               | 26. Juni 1896     | 5. Mai 1901        | Johann Andreas Kraut · Robert von Patow · August von der Heydt · Albert von Maybach · Otto von Bismarck · Theodor von Möller · Walther Schreiber · Hjalmar Schacht · Hermann Göring · Walther Funk |
| Theodor Adolf von Möller                                                                     | 5. Mai 1901       | 18. Oktober 1905   | Johann Andreas Kraut · Robert von Patow · August von der Heydt · Albert von Maybach · Otto von Bismarck · Theodor von Möller · Walther Schreiber · Hjalmar Schacht · Hermann Göring · Walther Funk |
| Clemens von Delbrück                                                                         | 4. November 1905  | 14. Juli 1909      | Johann Andreas Kraut · Robert von Patow · August von der Heydt · Albert von Maybach · Otto von Bismarck · Theodor von Möller · Walther Schreiber · Hjalmar Schacht · Hermann Göring · Walther Funk |
| Reinhold von Sydow                                                                           | 15. Juli 1909     | 5. Oktober 1918    | Johann Andreas Kraut · Robert von Patow · August von der Heydt · Albert von Maybach · Otto von Bismarck · Theodor von Möller · Walther Schreiber · Hjalmar Schacht · Hermann Göring · Walther Funk |
| Otto Fischbeck                                                                               | 5. Oktober 1918   | 1. November 1921   | Johann Andreas Kraut · Robert von Patow · August von der Heydt · Albert von Maybach · Otto von Bismarck · Theodor von Möller · Walther Schreiber · Hjalmar Schacht · Hermann Göring · Walther Funk |
| Wilhelm Siering                                                                              | 7. November 1921  | 23. Januar 1925    | Johann Andreas Kraut · Robert von Patow · August von der Heydt · Albert von Maybach · Otto von Bismarck · Theodor von Möller · Walther Schreiber · Hjalmar Schacht · Hermann Göring · Walther Funk |
| Walther Carl Rudolf Schreiber                                                                | 18. Februar 1925  | 20. Juli 1932      | Johann Andreas Kraut · Robert von Patow · August von der Heydt · Albert von Maybach · Otto von Bismarck · Theodor von Möller · Walther Schreiber · Hjalmar Schacht · Hermann Göring · Walther Funk |
| Friedrich Ernst Reichskommissar                                                              | 22. Juli 1932     | 4. Februar 1933    | Johann Andreas Kraut · Robert von Patow · August von der Heydt · Albert von Maybach · Otto von Bismarck · Theodor von Möller · Walther Schreiber · Hjalmar Schacht · Hermann Göring · Walther Funk |
| Alfred Hugenberg Reichskommissar                                                             | 4. Februar 1933   | 29. Juni 1933      | Johann Andreas Kraut · Robert von Patow · August von der Heydt · Albert von Maybach · Otto von Bismarck · Theodor von Möller · Walther Schreiber · Hjalmar Schacht · Hermann Göring · Walther Funk |
| Kurt Schmitt Reichskommissar                                                                 | 30. Juni 1933     | 30. Januar 1935    | Johann Andreas Kraut · Robert von Patow · August von der Heydt · Albert von Maybach · Otto von Bismarck · Theodor von Möller · Walther Schreiber · Hjalmar Schacht · Hermann Göring · Walther Funk |
| Hjalmar Schacht Reichskommissar ab 3. August 1934 geschäftsführend                           | 31. Januar 1935   | 26. November 1937  | Johann Andreas Kraut · Robert von Patow · August von der Heydt · Albert von Maybach · Otto von Bismarck · Theodor von Möller · Walther Schreiber · Hjalmar Schacht · Hermann Göring · Walther Funk |
| Hermann Göring Reichskommissar                                                               | 26. November 1937 | 15. Januar 1938    | Johann Andreas Kraut · Robert von Patow · August von der Heydt · Albert von Maybach · Otto von Bismarck · Theodor von Möller · Walther Schreiber · Hjalmar Schacht · Hermann Göring · Walther Funk |
| Walther Funk Reichskommissar                                                                 | 5. Februar 1938   | 1938               | Johann Andreas Kraut · Robert von Patow · August von der Heydt · Albert von Maybach · Otto von Bismarck · Theodor von Möller · Walther Schreiber · Hjalmar Schacht · Hermann Göring · Walther Funk |
| Franz Seldte Arbeitsminister Reichskommissar                                                 | 1. April 1935     | 1938               | Johann Andreas Kraut · Robert von Patow · August von der Heydt · Albert von Maybach · Otto von Bismarck · Theodor von Möller · Walther Schreiber · Hjalmar Schacht · Hermann Göring · Walther Funk |